# In the Mood
"In the Mood" är en storbandslåt, inspelad av Glenn Miller på singel 1939. Låten bygger på "Tar Paper Stomp", komponerad av Wingy Manone. "In the Mood" låg på förstaplatsen på Record Buying Guide under 13 veckor.